# Kajala Masanja
Kajala Masanja là một nữ diễn viên và ngôi sao điện ảnh ở Tanzania. Cô đã giành giải thưởng EATV (Truyền hình Đông Phi) năm 2016 cho nữ diễn viên. Cô kết hôn với cựu nhân viên ngân hàng Faraji Chambo.
Cô xuất hiện trong bộ phim năm 2012 Kijiji Cha Tambua Haki với Steven Kanumba. Cô ấy là chủ đề của tin đồn công nghiệp. Cô đã có mặt tại tang lễ của Agnes Masogange vào năm 2018.
Cô xuất hiện trong Basilisa (2011) và Jeraha la Moyo (2012).
Daily Nation đưa tin vào tháng 11 năm 2015 rằng cô đã rơi ra ngoài với người bạn cũ Wema Sepetu.

## Đóng phim
- - Kigodoro
  - Jeraha la Moyo
  - House Boy
  - Vita Baridi
  - House Girl & Boy
  - Dhuluma
  - Shortcut
  - Basilisa
  - You Me and Him
  - Devils Kingdom